# Zuid-Amerikaans kampioenschap voetbal vrouwen 2010
Het Campeonato Sudamericano Femenino 2010 was de zesde editie van het Zuid-Amerikaans kampioenschap voetbal vrouwen. Het toernooi werd gehouden van 4 tot en met 21 november 2010 in Ecuador.
De winnaar en de nummer 2 van het toernooi plaatsten zich allebei voor zowel het Wereldkampioenschap 2011 als de Olympische Spelen 2012. De vier ploegen die zich wisten te plaatsen voor de tweede ronde kwalificeerden zich voor de Pan-Amerikaanse Spelen 2011.

## Speelsteden
| Stad      | Stadion                            | Capaciteit |
| --------- | ---------------------------------- | ---------- |
| Ambato    | Estadio Bellavista                 | 19.337     |
| Azogues   | Estadio Jorge Andrade Cantos       | 8.500      |
| Cuenca    | Estadio Alejandro Serrano Aguilar  | 20.730     |
| Latacunga | Estadio La Cocha                   | 15.220     |
| Loja      | Estadio Federativo Reina del Cisne | 14.934     |
| Quito     | Estadio Olímpico Atahualpa         | 40.948     |
| Riobamba  | Estadio Olímpico de Riobamba       | 18.936     |

## Eerste ronde

### Groep A
| Team       | Gsp | GW | G | V | DV | DT | DS | Pts |
| ---------- | --- | -- | - | - | -- | -- | -- | --- |
| Chili      | 4   | 3  | 0 | 1 | 9  | 4  | +5 | 9   |
| Argentinië | 4   | 3  | 0 | 1 | 7  | 2  | +5 | 9   |
| Ecuador    | 4   | 3  | 0 | 1 | 8  | 6  | +2 | 9   |
| Bolivia    | 4   | 1  | 0 | 3 | 5  | 11 | –6 | 3   |
| Peru       | 4   | 0  | 0 | 4 | 3  | 9  | –6 | 0   |

|                             |                                 |         |         |                                                                               |
| 4 november 2010 17:00 UTC−5 | Argentinië                      | 3 – 0   | Bolivia | Estadio La Cocha, Latacunga Toeschouwers: 3.000 Scheidsrechter: Yanina Mujica |
| 4 november 2010 17:00 UTC−5 | Ojeda 6', 39' (pen.) Banini 51' | Verslag |         | Estadio La Cocha, Latacunga Toeschouwers: 3.000 Scheidsrechter: Yanina Mujica |

|                             |              |         |                        |                                                                |
| 4 november 2010 19:00 UTC−5 | Ecuador      | 1 – 2   | Chili                  | Estadio La Cocha, Latacunga Scheidsrechter: Ana Karina Marques |
| 4 november 2010 19:00 UTC−5 | Quintero 42' | Verslag | 2' Quezada 44' Salgado | Estadio La Cocha, Latacunga Scheidsrechter: Ana Karina Marques |

|                             |                 |                    |                  |                                                           |
| 6 november 2010 17:00 UTC−5 | Chili           | 1 – 2              | Argentinië       | Estadio Bellavista, Ambato Scheidsrechter: Adriana Correa |
| 6 november 2010 17:00 UTC−5 | Lara 84' (pen.) | Verslag[dode link] | 40', 70' Pereyra | Estadio Bellavista, Ambato Scheidsrechter: Adriana Correa |

|                             |                            |         |            |                                                           |
| 6 november 2010 19:00 UTC−5 | Ecuador                    | 2 – 1   | Peru       | Estadio Bellavista, Ambato Scheidsrechter: Norma González |
| 6 november 2010 19:00 UTC−5 | Quinteros 22' Palacios 78' | Verslag | 15'Tristàn | Estadio Bellavista, Ambato Scheidsrechter: Norma González |

|                             |                              |         |         |                                                               |
| 8 november 2010 17:00 UTC−5 | Chili                        | 3 – 0   | Bolivia | Estadio Olímpico, Riobamba Scheidsrechter: Ana Karina Marques |
| 8 november 2010 17:00 UTC−5 | Lara 8' Zamora 40' Araya 55' | Verslag |         | Estadio Olímpico, Riobamba Scheidsrechter: Ana Karina Marques |

|                             |                         |         |      |                                                                                  |
| 8 november 2010 19:00 UTC−5 | Argentinië              | 2 – 0   | Peru | Estadio Olímpico, Riobamba Toeschouwers: 1.300 Scheidsrechter: Gabriela Bandeira |
| 8 november 2010 19:00 UTC−5 | González 65' Blanco 68' | Verslag |      | Estadio Olímpico, Riobamba Toeschouwers: 1.300 Scheidsrechter: Gabriela Bandeira |

|                              |              |         |                         |                                                          |
| 10 november 2010 14:00 UTC−5 | Peru         | 1 – 3   | Chili                   | Estadio Bellavista, Ambato Scheidsrechter: Yanina Mujica |
| 10 november 2010 14:00 UTC−5 | Chirinos 45' | Verslag | 10' Aedo 57', 90' Araya | Estadio Bellavista, Ambato Scheidsrechter: Yanina Mujica |

|                              |                                      |         |                                             |                                                           |
| 10 november 2010 16:00 UTC−5 | Bolivia                              | 3 – 4   | Ecuador                                     | Estadio Bellavista, Ambato Scheidsrechter: Adriana Correa |
| 10 november 2010 16:00 UTC−5 | Loayza 30' Benavides 70' Padilla 87' | Verslag | 45+4', 53' Sánchez 68' Freire 73' Quinteros | Estadio Bellavista, Ambato Scheidsrechter: Adriana Correa |

|                              |                 |         |              |                                                               |
| 12 november 2010 17:00 UTC−5 | Bolivia         | 2 – 1   | Peru         | Estadio La Cocha, Latacunga Scheidsrechter: Gabriela Bandeira |
| 12 november 2010 17:00 UTC−5 | Loayza 29', 61' | Verslag | 22' Chirinos | Estadio La Cocha, Latacunga Scheidsrechter: Gabriela Bandeira |

|                              |               |         |            |                                                            |
| 12 november 2010 19:00 UTC−5 | Ecuador       | 1 – 0   | Argentinië | Estadio La Cocha, Latacunga Scheidsrechter: Norma González |
| 12 november 2010 19:00 UTC−5 | Rodríguez 34' | Verslag |            | Estadio La Cocha, Latacunga Scheidsrechter: Norma González |

### Groep B
| Team      | Gsp | GW | G | V | DV | DT | DS  | Pts |
| --------- | --- | -- | - | - | -- | -- | --- | --- |
| Brazilië  | 4   | 4  | 0 | 0 | 13 | 1  | +12 | 12  |
| Colombia  | 4   | 3  | 0 | 1 | 17 | 2  | +15 | 9   |
| Paraguay  | 4   | 2  | 0 | 2 | 8  | 6  | +2  | 6   |
| Venezuela | 4   | 1  | 0 | 3 | 5  | 15 | –10 | 3   |
| Uruguay   | 4   | 0  | 0 | 4 | 2  | 21 | –19 | 0   |

|                             |          |                    |                                  |                                                                         |
| 5 november 2010 17:00 UTC−5 | Paraguay | 0 – 3              | Colombia                         | Estadio Federativo Reina del Cisne, Loja Scheidsrechter: Estela Álvarez |
| 5 november 2010 17:00 UTC−5 |          | Verslag[dode link] | 18'Domínguez 46' Uzme 70' Rincón | Estadio Federativo Reina del Cisne, Loja Scheidsrechter: Estela Álvarez |

|                             |                                               |                    |           |                                                                         |
| 5 november 2010 19:00 UTC−5 | Brazilië                                      | 4 – 0              | Venezuela | Estadio Federativo Reina del Cisne, Loja Scheidsrechter: Sirley Cornejo |
| 5 november 2010 19:00 UTC−5 | Aline 26', 30' Cristiane 42' Renata Costa 60' | Verslag[dode link] |           | Estadio Federativo Reina del Cisne, Loja Scheidsrechter: Sirley Cornejo |

|                             |           |         |                                      |                                                                            |
| 7 november 2010 11:00 UTC−5 | Venezuela | 0 – 4   | Paraguay                             | Estadio Federativo Reina del Cisne, Loja Scheidsrechter: Carolina González |
| 7 november 2010 11:00 UTC−5 |           | Verslag | 49'Quintana 56', 59', 80' Villamayor | Estadio Federativo Reina del Cisne, Loja Scheidsrechter: Carolina González |

|                             |         |         |                                          |                                                                        |
| 7 november 2010 13:00 UTC−5 | Uruguay | 0 – 4   | Brazilië                                 | Estadio Federativo Reina del Cisne, Loja Scheidsrechter: Juana Delgado |
| 7 november 2010 13:00 UTC−5 |         | Verslag | 15' (pen.), 40' Cristiane 36', 57' Marta | Estadio Federativo Reina del Cisne, Loja Scheidsrechter: Juana Delgado |

|                             |                                                              |                    |           |                                                                    |
| 9 november 2010 14:00 UTC−5 | Colombia                                                     | 5 – 0              | Venezuela | Estadio Jorge Andrade Cantos, Azogues Scheidsrechter: Silvia Reyes |
| 9 november 2010 14:00 UTC−5 | Arias 27' Rodallega 45' Peralta 56' Rincón 58' Velásquez 73' | Verslag[dode link] |           | Estadio Jorge Andrade Cantos, Azogues Scheidsrechter: Silvia Reyes |

|                             |                                                            |                    |         |                                                                      |
| 9 november 2010 16:00 UTC−5 | Paraguay                                                   | 4 – 0              | Uruguay | Estadio Jorge Andrade Cantos, Azogues Scheidsrechter: Sirley Cornejo |
| 9 november 2010 16:00 UTC−5 | Villamayor 29' Galeano 38' Quintana 42' Vásquez 89' (pen.) | Verslag[dode link] |         | Estadio Jorge Andrade Cantos, Azogues Scheidsrechter: Sirley Cornejo |

|                              |                                                  |         |                          |                                                                         |
| 11 november 2010 17:00 UTC−5 | Venezuela                                        | 5 – 2   | Uruguay                  | Estadio Alejandro Serrano Aguilar, Cuenca Scheidsrechter: Juana Delgado |
| 11 november 2010 17:00 UTC−5 | Vizo 4', 17' Quintero 31' Torres 78' Altuber 83' | Verslag | 43' Viera 66' Bizamberri | Estadio Alejandro Serrano Aguilar, Cuenca Scheidsrechter: Juana Delgado |

|                              |           |         |                         |                                                                          |
| 11 november 2010 19:00 UTC−5 | Colombia  | 1 – 2   | Brazilië                | Estadio Alejandro Serrano Aguilar, Cuenca Scheidsrechter: Estela Álvarez |
| 11 november 2010 19:00 UTC−5 | Muñoz 57' | Verslag | 13' Cristiane 28' Marta | Estadio Alejandro Serrano Aguilar, Cuenca Scheidsrechter: Estela Álvarez |

|                              |         |                    |                                                                                    |                                                                             |
| 13 november 2010 14:00 UTC−5 | Uruguay | 0 – 8              | Colombia                                                                           | Estadio Alejandro Serrano Aguilar, Cuenca Scheidsrechter: Carolina González |
| 13 november 2010 14:00 UTC−5 |         | Verslag[dode link] | 35' (pen.) Uzme 41', 80' Rincón 45', 84' Castro 82' Montoya 85' N. Arias 88' Vidal | Estadio Alejandro Serrano Aguilar, Cuenca Scheidsrechter: Carolina González |

|                              |                              |                    |          |                                                                        |
| 13 november 2010 16:00 UTC−5 | Brazilië                     | 3 – 0              | Paraguay | Estadio Alejandro Serrano Aguilar, Cuenca Scheidsrechter: Silvia Reyes |
| 13 november 2010 16:00 UTC−5 | Cristiane 18', 36' Marta 57' | Verslag[dode link] |          | Estadio Alejandro Serrano Aguilar, Cuenca Scheidsrechter: Silvia Reyes |

## Tweede ronde
| Team       | Gsp | GW | G | V | DV | DT | DS  | Pts |
| ---------- | --- | -- | - | - | -- | -- | --- | --- |
| Brazilië   | 3   | 3  | 0 | 0 | 12 | 1  | +11 | 9   |
| Colombia   | 3   | 1  | 1 | 1 | 2  | 6  | –4  | 4   |
| Chili      | 3   | 0  | 2 | 1 | 2  | 4  | –2  | 2   |
| Argentinië | 3   | 0  | 1 | 2 | 0  | 5  | –5  | 1   |

|                              |          |         |            |                                                           |
| 17 november 2010 17:00 UTC−5 | Chili    | 1 – 1   | Colombia   | Estadio La Cocha, Latacunga Scheidsrechter: Juana Delgado |
| 17 november 2010 17:00 UTC−5 | Lara 61' | Verslag | 29' Rincón | Estadio La Cocha, Latacunga Scheidsrechter: Juana Delgado |

|                              |                                                      |         |            |                                                            |
| 17 november 2010 19:00 UTC−5 | Brazilië                                             | 4 – 0   | Argentinië | Estadio La Cocha, Latacunga Scheidsrechter: Norma González |
| 17 november 2010 19:00 UTC−5 | Grazielle 25' Dos Santos 37' Marta 63' Cristiane 77' | Verslag |            | Estadio La Cocha, Latacunga Scheidsrechter: Norma González |

|                              |         |       |            |                                                           |
| 19 november 2010 17:00 UTC−5 | Chili   | 0 – 0 | Argentinië | Estadio La Cocha, Latacunga Scheidsrechter: Yanina Mujica |
| 19 november 2010 17:00 UTC−5 | Verslag |       |            | Estadio La Cocha, Latacunga Scheidsrechter: Yanina Mujica |

|                              |                                                      |         |          |                                                               |
| 19 november 2010 19:00 UTC−5 | Brazilië                                             | 5 – 0   | Colombia | Estadio La Cocha, Latacunga Scheidsrechter: Gabriela Bandeira |
| 19 november 2010 19:00 UTC−5 | Érika 23' Grazielle 48' Marta 69', 87' Cristiane 82' | Verslag |          | Estadio La Cocha, Latacunga Scheidsrechter: Gabriela Bandeira |

|                              |                |                    |            |                                                                  |
| 21 november 2010 10:00 UTC−5 | Colombia       | 1 – 0              | Argentinië | Estadio Olímpico Atahualpa, Quito Scheidsrechter: Sirley Cornejo |
| 21 november 2010 10:00 UTC−5 | Betancourt 51' | Verslag[dode link] |            | Estadio Olímpico Atahualpa, Quito Scheidsrechter: Sirley Cornejo |

|                              |             |                    |                           |                                                               |
| 21 november 2010 12:00 UTC−5 | Chili       | 1 – 3              | Brazilië                  | Estadio Olímpico Atahualpa, Quito Toeschouwers: Juana Delgado |
| 21 november 2010 12:00 UTC−5 | Salgado 45' | Verslag[dode link] | 2' Batista 36', 83' Marta | Estadio Olímpico Atahualpa, Quito Toeschouwers: Juana Delgado |

## Kampioen
| Sudamericano Femenino 2010 |
| -------------------------- |
| BRAZILIË 5de titel         |

1991 · 1995 · 1998 · 2003 · 2006 · 2010 · 2014 · 2018 · 2022
Mannen · Kwalificatiedetails mannen: Afrika (CAF) · Azië (AFC) · Europa (UEFA) · Noord- en Midden-Amerika (CONCACAF) · Oceanië (OFC) · Zuid-Amerika (CONMEBOL)

Vrouwen · Kwalificatiedetails vrouwen: Afrika (CAF) · Azië (AFC) · Europa (UEFA) · Noord- en Midden-Amerika (CONCACAF) · Oceanië (OFC) · Zuid-Amerika (CONMEBOL)